# Метеоритный дождь
Метеори́тный дождь (железный дождь, каменный дождь, огненный дождь) — множественное падение метеоритов (роя метеоритов), вследствие разрушения крупного метеорита в процессе падения на Землю.

## Описания
При падении одиночного метеорита образуется кратер, а при выпадении метеоритного дождя образуется поле, называемое площадью эллипса рассеяния метеорита.
Раньше не отличали метеорные потоки от метеоритного дождя. Как первые, так и вторые называли одинаково: огненный дождь. Они часто истолковывались как «божественные знамения» (либо как позитивные-благоприятные, либо как негативные). Например, Крестьянский крестовый поход 1095 года.

## Явления
Метеоритные дожди могут содержать большое количество отдельных метеоритов и причинить большой ущерб:
- 1868 — Пултуск (Польша), выпало более 100 тысяч метеоритов
- 1912 — Холбрук (США), выпало 14 тысяч метеоритов
- 1803 — Л’Эгль (Франция), выпало 2—3 тысячи метеоритов.

Основные метеоритные дожди:
- Оханск (метеорит)
- Хутор Жовтневый (метеорит) (большая ось ок. 11 км, площадь ок. ? км², общ. вес ок. 107 кг)
- Сихотэ-Алинский метеорит (большая ось ок. 10 км, площадь ок. 35 км², общ. вес ок. 60—100 т)
- Дронино (метеорит) (большая ось ок. ? км, площадь ок. ? км², общ. вес ок. 2,8 т)
- Гирин (метеорит) (большая ось ок. ? км, площадь ок. ? км², общ. вес ок. 4 т) — крупнейший каменный дождь в мире
- Царев (метеорит) (большая ось ок. ? км, площадь ок. 15 км², общ. вес ок. 1,6 т) — крупнейший каменный дождь в России
- L'Aigle (метеорит) — После его выпадения французская академия наук признала возможность падения камней «с неба».

## В литературе и искусстве
- В Коране упоминается о разрушении Богом дворцов Ирама от огненного дождя[2].